# Jerry Seinfeld
Jerry Seinfeld (født Jerome Allen Seinfeld den 29. april 1954 i Brooklyn, New York, USA) er en amerikansk komiker, som blev kendt ved lave stand-up i 1980'erne. Han blev dog først rigtig kendt, da han, sammen med sin ven Larry David skabte tv-serien Seinfeld, hvor han spiller sig selv. Efter serien sluttede i 1998 har han ikke været særlig aktiv. Det er dog blevet til gæsteoptrædener i diverse shows, og i 2007 var han med til at skrive Bee Movie, hvor han også lagde stemme til hovedrollen. I 2009 vendte han tilbage til rollen som "sig selv", da skuespillerne fra Seinfeld blev genforenet i Curb Your Enthusiasm. Fra 2010 til 2011 var Seinfeld producer på reality-showet The Marriage Ref, der handlede om ægteskabet. Fra 2012 har han været vært på webprogrammet Comedian in Cars Getting Coffee. Programmet har varet 11 sæsoner med de seneste udgivet 19. juli 2019.